# Lista filmów produkcji Warner Bros.
Chronologiczna lista filmów produkcji wytwórni filmowej Warner Bros. Pictures:

## Lata 1920–1940
- seria filmów o Rin Tin Tinie
- Don Juan (1926)
- The Jazz Singer (1927) – „Śpiewak jazzbandu”
- I Am a Fugitive from a Chain Gang (1931)
- 42nd Street (1933)
- Przygody Robin Hooda (1938)
- Jezebel (1938)
- Dark Victory (1939)
- Knute Rockne, All-American (1940)
- Sokół maltański (The Maltese Falcon) (1941)
- Trzy kamelie (Now, Voyager) (1942)
- Yankee Doodle Dandy (1942)
- Casablanca (1942)
- Arszenik i stare koronki (Arsenic and Old Lace) (1944)
- Mildred Pierce (1945)
- Najtrwalsza miłość (To Each His Own) (1946)
- Skarb Sierra Madre (The Treasure of the Sierra Madre) (1948)

## Lata 1950–1970
- Nad księżycową zatoką (On Moonlight Bay) (1951)
- Karmazynowy pirat (The Crimson Pirate) (1952)
- Calamity Jane (1953)
- Gabinet figur woskowych (House of Wax) (1953)
- W świetle księżyca (By the Light of the Silvery Moon) (1953)
- Narodziny gwiazdy (A Star is Born) (1954)
- M jak morderstwo (Dial M for Murder) (1954)
- Buntownik bez powodu (Rebel Without a Cause) (1955)
- Na wschód od Edenu (East of Eden) (1955)
- Poszukiwacze (The Searchers) (1956)
- Olbrzym (Giant) (1956)
- Piknik w piżamach (The Pajama Game) (1957)
- Ciotka Mame (Auntie Mame) (1958)
- Czego pragnie Lola (Damn Yankees!) (1958)
- Rio Bravo (1959)
- Cyganka (1962)
- Muzyk (1962)
- Gay Purr-ee (1962)
- Co się zdarzyło Baby Jane? (1962)
- Robin i 7 gangsterów (1964)
- My Fair Lady (1964)
- Kto się boi Virginii Woolf? (1966)
- Wieki ciemne (1967)
- Bonnie i Clyde (1967)
- Bullitt (1968)
- Dzika banda (1969)
- Brudny Harry (1971)
- McCabe i pani Miller (1971)
- Mechaniczna pomarańcza (1971)
- Cancel My Reservation (1972)
- No i co, doktorku? (1972)
- Egzorcysta (1973)
- Wejście smoka (1973)
- Płonący wieżowiec (1974)
- Płonące siodła (1974)
- Alicja już tu nie mieszka (1974)
- Barry Lyndon (1975)
- Wyjęty spod prawa Josey Wales (1976)
- Superman (1978)
- Każdy sposób jest dobry (1978)
- Rój (1978)
- 10 (1979, dystrybutor)

## Lata 1980–1990
- Golfiarze (1980, dystrybutor)
- Odmienne stany świadomości (1980)
- Superman II (1981)
- Mad Max II (1982)
- W krzywym zwierciadle: Wakacje (1983)
- Gremliny rozrabiają (1984)
- Wyścig Cannonball 2  (1984)
- Niekończąca się opowieść (1984)
- Akademia policyjna (1984)
- Goonies (1985)
- Wielka przygoda Pee Wee Hermana (1985)
- Akademia Policyjna 2: Pierwsze zadanie (1985)
- Akademia Policyjna 3: Powrót do szkoły (1986)
- Akademia Policyjna 4: Patrol obywatelski (1987)
- Pełna chata (1987)
- Full Metal Jacket (1987)
- Czarownice z Eastwick (1987)
- Interkosmos (1987)
- Niebezpieczne związki (1988)
- Akademia Policyjna 5: Misja w Miami Beach (1988)
- Imagine: John Lennon
- Przypadkowy turysta (1988)
- Sok z żuka (1988)
- Batman (1989)
- Roger i ja (1989)
- Family Matters (1989)
- Akademia Policyjna 6: Operacja Chaos (1989)

## Lata 1990–2000
- Chłopcy z ferajny (1990)
- JFK (1991)
- Powrót Batmana (1992)
- Bez przebaczenia (1992)
- Ścigany (1993)
- Uwolnić orkę (1993)
- Animaniacy  (1993–1998)
- Friends (1994–2004)
- Ace Ventura: Psi detektyw (1994)
- Głupi i głupszy (1994)
- Wywiad z wampirem (1994)
- Akademia Policyjna 7: Misja w Moskwie (1994)
- Co się wydarzyło w Madison County (1995)
- Kosmiczny mecz (1996)
- Koty nie tańczą (1997)
- Magiczny miecz – Legenda Camelotu (1998)
- Jack Frost (1998)
- Czarodziejki (1998–2006)
- Król i ja (1999)
- Depresja gangstera (1999)
- Oczy szeroko zamknięte (1999)
- Matrix (1999)
- Stalowy gigant (1999)
- Męska gra (1999)
- Batman przyszłości (1999–2001)

## Lata 2000–2010
- Best in Show (2000)
- Harry Potter i Kamień Filozoficzny (2001)
- Władca Pierścieni: Drużyna Pierścienia (2001)
- Osmosis Jones (2001)
- A.I. Sztuczna inteligencja (2001)
- Ocean’s Eleven: Ryzykowna gra (2001)
- Psy i koty (2001)
- Harry Potter i Komnata Tajemnic (2002)
- Władca Pierścieni: Dwie wieże (2002)
- Helikopter w ogniu (2002)
- Scooby-Doo (2002)
- Co nowego u Scooby’ego? (2002–2005)
- Władca Pierścieni: Powrót króla (2003)
- Koncert dla Irwinga (2003)
- Looney Tunes znowu w akcji (2003)
- Lepiej późno niż później (2003)
- Ostatni samuraj (2003)
- Młodzi Tytani (2003–2005)
- Xiaolin – pojedynek mistrzów (2003–2006)
- Scooby-Doo 2: Potwory na gigancie (2004)
- Harry Potter i więzień Azkabanu (2004)
- Starsky i Hutch (2004)
- Kobieta-Kot (2004)
- Yu-Gi-Oh! Ostateczne starcie (2004)
- Troja (2004)
- Ekspres polarny (2004)
- Aleksander (2004)
- Ocean’s Twelve: Dogrywka (2004)
- Upiór w operze (2004)
- Harry Potter i Czara Ognia (2005)
- Johnny Test (2005)
- Batman: Początek (2005)
- Syriana (2005)
- Gnijąca panna młoda Tima Burtona (2005)
- Superman: Powrót (2006)
- Kobieta w błękitnej wodzie (2006)
- Happy Feet: Tupot małych stóp (2006)
- Po rozum do mrówek (2006)
- Kudłaty i Scooby Doo na tropie (2006-??)
- Całkiem nowe przygody Toma i Jerry’ego (2006–2008)
- Harry Potter i Zakon Feniksa (2007)
- Ocean’s Thirteen (2007)
- Gwiezdne wojny: Wojny klonów (film) (2007)
- 300 (2007)
- Mroczny Rycerz (2008)
- Kobiety (2008)
- Kopciuszek: Roztańczona historia (2008)
- Jestem na tak (2008)
- Slumdog. Milioner z ulicy (2008)
- Gran Torino (2009)
- Kobiety pragną bardziej (2009)
- Coco Chanel (2009)
- Watchmen: Strażnicy (2009)
- Kac Vegas (2009)
- Harry Potter i Książę Półkrwi (2009)

## Lata 2010–2020
- Sherlock Holmes (2010)
- Walentynki (2010)
- Starcie tytanów (2010)
- Incepcja (2010)
- Brüno (2010)
- Gintama Benizakura Arc (24 kwietnia 2010)
- Scooby Doo: Abrakadabra-Doo (2010)
- Scooby Doo: Wakacje z duchami (2010)
- Teoria wielkiego podrywu  (2010) – serial
- Seks w wielkim mieście 2 (2010)
- Koszmar z ulicy Wiązów (2010)
- Psy i koty: Odwet Kitty (2010)
- Miś Yogi (2010)
- Stosunki międzymiastowe (2010)
- Legendy sowiego królestwa: Strażnicy Ga’Hoole (2010)
- Zanim odejdą wody (2010)
- Harry Potter i Insygnia Śmierci: Część I (19 listopada 2010)
- Och, życie! (2010)
- Jak się pozbyć cellulitu (4 lutego 2011)
- Sucker Punch (25 marca 2011)
- Pożyczony narzeczony (27 maja 2011)
- Harry Potter i Insygnia Śmierci: Część II (15 lipca 2011)
- Bruno (12 maja 2011)
- Piekielna zemsta (2011)
- Rytuał (2011)
- Bez smyczy (2011)
- Tożsamość (2011)
- Kac Vegas w Bangkoku (2011)
- Green Lantern (2011)
- Oszukać przeznaczenie 5 (2011)
- Szefowie wrogowie (2011)
- Kocha, lubi, szanuje (2011)
- Contagion – epidemia strachu (2011)
- Happy Feet: Tupot małych stóp 2 (2011)
- Top Cat: The Movie (2011)
- Sylwester w Nowym Jorku (2011)
- Sherlock Holmes: Gra cieni (2011)
- Podróż na tajemniczą wyspę (2012)
- Mroczne cienie (2012)
- Projekt X (2012)
- Gniew tytanów (2012)
- Rurōni Kenshin (2012)
- Mroczny Rycerz powstaje (27 lipca 2012)
- Operacja Argo (2012)
- Hobbit: Niezwykła podróż (12 grudnia 2012)
- Człowiek ze stali (21 czerwca 2013)
- Kac Vegas 3 (2013)
- Wielki Gatsby (2013)
- Jack pogromca olbrzymów (2013)
- Gangster Squad. Pogromcy mafii (2013)
- Pacific Rim (2013)
- Obecność (2013)
- Millerowie (sierpień 2013)
- Grawitacja (2013)
- Hobbit: Pustkowie Smauga (2013)
- Wyścig po życie (2013)
- 300: Początek imperium (2014)
- Godzilla (2014)
- Lego: Przygoda (2014)
- Rurōni Kenshin: Kyoto Inferno (2014)
- Rurōni Kenshin: The Legend Ends (2014)
- Hobbit: Bitwa Pięciu Armii (17 grudnia 2014)
- Vixen (2015)
- Wyluzuj, Scooby Doo! (2015)
- Justice League Action (2016)
- Królikula (2016)
- Tarzan: Legenda (2016)
- Fantastyczne zwierzęta i jak je znaleźć (2016)
- Kicia Rożek (2017)
- Five Nights at Freddy’s (2019)
- Lego: Przygoda 2 (2019)
- Godzilla II: Król potworów (2019)

## Lata 2020–2030
- Batman (2022)
- Barbie (2023)
- Flash (2023)
- Blue Beetle (2023)
- Aquaman: Zaginione królestwo (2023)
- Wonka (2023)
- Diuna: Część druga (2024
- Furiosa: Saga Mad Max (2024)
- Godzilla i Kong: Nowe imperium (2024)
- Minecraft: Film (2025)